# Liste der Kulturdenkmäler in Lutzerath
In der Liste der Kulturdenkmäler in Lutzerath sind alle Kulturdenkmäler der rheinland-pfälzischen Ortsgemeinde Lutzerath einschließlich des Ortsteils Driesch aufgeführt. Grundlage ist die Denkmalliste des Landes Rheinland-Pfalz (Stand: 21. September 2023).

## Denkmalzonen
| Bezeichnung                    | Lage                                       | Baujahr | Beschreibung                    | Bild            |
| ------------------------------ | ------------------------------------------ | ------- | ------------------------------- | --------------- |
| Denkmalzone Jüdischer Friedhof | Lutzerath, Römerstraße, hinter Nr. 45 Lage | 1860    | 11 Grabstelen von 1860 bis 1942 | Fotos hochladen |

## Einzeldenkmäler
| Bezeichnung                                 | Lage                                             | Baujahr                              | Beschreibung | Bild                           |
| ------------------------------------------- | ------------------------------------------------ | ------------------------------------ | --- | ------------------------------ |
| Quereinhaus                                 | Lutzerath, Dauner Straße 20 Lage                 | erste Hälfte des 19. Jahrhunderts    | Quereinhaus, erste Hälfte des 19. Jahrhunderts | Fotos hochladen                |
| Friedhofskreuz und Grabsteine               | Lutzerath, Trierer Straße, auf dem Friedhof Lage | ab dem 18. Jahrhundert               | Grabkreuz, Sandstein, 18. Jahrhundert; Grabstein, 19. Jahrhundert; Friedhofskreuz, 19. oder 20. Jahrhundert; neugotischer Grabstein, 1854 | Fotos hochladen                |
| Wohnhaus                                    | Lutzerath, Trierer Straße 22/24 Lage             | 1835                                 | dreigeschossiger, zwölfachsiger Massivbau, bezeichnet 1835 | weitere Bilder Fotos hochladen |
| Hofanlage                                   | Lutzerath, Trierer Straße 23 Lage                | 19. Jahrhundert                      | Streckhof; Fachwerkhaus, 19. Jahrhundert | weitere Bilder Fotos hochladen |
| Katholische Pfarrkirche St. Stephan         | Lutzerath, Trierer Straße 34 Lage                | 1773–75                              | Saalbau, 1773–75; dreigeschossiger Westturm, bezeichnet 1818, Bauinspektor Maeler, Erweiterung 1962; außen: Missionskreuz, Kreuzigungsgruppe, 1869 | weitere Bilder Fotos hochladen |
| Pfarrhaus                                   | Lutzerath, Trierer Straße 34a Lage               | 1848                                 | ehemaliges Pfarrhaus; Massivbau, 1848 | Fotos hochladen                |
| Schulhaus                                   | Lutzerath, Trierer Straße 36 Lage                | zweites Drittel des 19. Jahrhunderts | ehemalige Schule; Putzbau, zweites Drittel des 19. Jahrhunderts | weitere Bilder Fotos hochladen |
| Wegekapelle                                 | Lutzerath, Trierer Straße, bei Nr. 88 Lage       | erste Hälfte des 19. Jahrhunderts    | neugotische Kapelle, Treppengiebel, erste Hälfte des 19. Jahrhunderts; bauzeitliches Altarretabel | weitere Bilder Fotos hochladen |
| Wegekapelle                                 | Lutzerath, südlich des Ortes an der L 103 Lage   | 18. Jahrhundert                      | offene Wegekapelle, Bildstock, 18. Jahrhundert | weitere Bilder Fotos hochladen |
| Wegekreuz                                   | Lutzerath, westlich des Ortes an der L 52 Lage   | 1819                                 | Wegekreuz, Sandstein, bezeichnet 1819 | Fotos hochladen                |
| Katholische Wallfahrtskirche Mater Dolorosa | Driesch, Rudolf-Schneiders-Straße Lage           | 1478–96                              | zweischiffige Halle, 1478–96, spätgotischer Turmabschluss und gotisches Langhausdach 1687 zerstört, 1691 wiederhergestellt, Westportal 1868; außen Umgang, 1755, mit Kreuzwegstationen, 1757, Johann Heinrich Nilles, Wittlich; Gesamtanlage aus Kirche und Umgang | weitere Bilder Fotos hochladen |
| Wohnhaus                                    | Driesch, Rudolf-Schneiders-Straße 2 Lage         | 1787                                 | Fachwerkhaus, teilweise massiv oder verschiefert, bezeichnet 1787 | weitere Bilder Fotos hochladen |
| Brunnen                                     | Driesch, Unterdorfstraße Lage                    | zweite Hälfte des 19. Jahrhunderts   | drei Basaltbrunnenbecken, gusseiserne Schwengelpumpe, zweite Hälfte des 19. Jahrhunderts | Fotos hochladen                |